# Geschwindigkeitsempfänger
Geschwindigkeitsempfänger sind Mikrofone, bei denen die erzeugte elektrische Größe proportional ist zur Momentangeschwindigkeit (Schnelle) des mechanischen Systems, beispielsweise zur Momentangeschwindigkeit der Mikrofonmembran (und nicht zur Momentangeschwindigkeit der Luftpartikel, hierzu siehe Schnelleempfänger).
Zu den Geschwindigkeitsempfängern gehören u. a.
- Sensoren, die nach dem elektrodynamischen Wandlerprinzip arbeiten
  - z. B. dynamische Mikrofone
    - wie Tauchspulen- und Bändchenmikrofon
- Sensoren, die nach dem elektromagnetischen Wandlerprinzip arbeiten
  - z. B. Tonabnehmer an Schallplattenspielern.

Ist die erzeugte elektrische Größe hingegen der Membranauslenkung proportional, dann spricht man von einem Elongationsempfänger. Dazu gehören z. B. die Kondensatormikrofone.
Daneben gibt es eine Einteilung der Mikrofone, die sich allein nach der Bauart der Mikrofonkapsel richtet und nicht nach dem elektrischen Prinzip:
- Druckempfänger: geschlossene Kapsel, erzeugt Kugelcharakteristik – Skalar
- Druckgradientenempfänger: rückseitig etwas geöffnete Kapsel, erzeugt gerichtete Mikrofoncharakteristik – Vektor